# Río Dospat
El río Dospat o Despatis (en búlgaro: Доспатска река, Dospatska reka; griego: Δεσπάτης, Despatis) es un río que nace al oeste de las Montañas Ródope y es el principal afluente del Mesta.
Nace en Bulgaria desde el Rozo vrah ('pico de la rosa') de 1643 m. y fluye en dirección sudeste hasta que toma la dirección sudoeste que mantiene hasta que desemboca en el Mesta. El Dospat tiene un afluente, el Melisómandra justo al sur de la frontera de Bulgaria con Grecia, a la altura de Potamoí. Su cuenca es 633,5 km².